# Влчек, Петр
Петр Влчек (чеш. Petr Vlček; 18 октября 1973, Марианске-Лазне, Чехословакия) — чешский футболист, защитник. Выступал за сборную Чехии.

## Биография

### Клубная карьера
Родился 18 октября 1973 года в Марианске-Лазне и является воспитанником местного клуба «Локомотива». Профессиональную карьеру начал уже после распада Чехословакии, в 1993 году в составе «Виктории» Пльзень. В 1996 году перешёл в пражскую «Славию», с которой дважды стал обладателем национального кубка. В 2000 году подписал контракт с бельгийским «Стандардом», где провёл один сезон. С 2001 по 2005 год был игроком греческого клуба «Паниониос», в его составе отыграл 81 матч и забил 9 голов в чемпионате Греции. В дальнейшем выступал за кипрский «Этникос», «Викторию» Пльзень, греческий «Ники Волос», а также за команды низших лиг Германии. В 2009 году вернулся в Чехию где продолжал выступать за клубы низших лиг.

### Карьера в сборной
В сборную Чехии активно вызывался с 1997 по 2000 год. В составе сборной принимал участие в Кубке конфедераций 1997 года, где Чехия заняла третье место, и чемпионате Европы 2000 года.

## Достижения
«Славия» Прага
- Обладатель Кубка Чехии: 1996/1997, 1998/1999

Сборная Чехии
- Кубок конфедераций 1997 — третье место.